# Стара механа Тасића у Петровцу на Млави
Стара механа Тасића у Петровцу на Млави, као једна од најстаријих, сачуваних грађевина у млавском крају, подигнута је 1868. године и представља непокретно културно добро као споменик културе.

## Изглед
Стара механа је саграђена по пројекту познатог архитекте тога доба Франтишека Зеленог, окружног инжењера пожаревачког и његовог помоћника, подинџилира Павла Ђорђевића. У свом изворном облику, овај објекат је имао сложену основу изведену у облику латиничног слова L са истоветним уличним крилима. Нешто касније, по завршеној изградњи, уз њено источно крило дозидан је још један део, стамбене намене, чијом изградњом је заокружен укупни грађевински корпус објекта. Зграда својим уличним фасадама прати правце регулационих линија двају улица на чијој се раскрсници налази. 
Састоји се од подрума, испод једног дела објекта, приземља и поткровног простора. Носећа структура објекта, изведена је у масивном конструктивном систему са темељима и зидовима израђеним од опеке старог формата која је положена у малтер. Кровна конструкција је дрвена, кров је сложене основе, а кровне равни имају релативно благе нагибе. Током времена, првобитни кровни покривач је замењен фалцованим црепом.
У свом изворном облику, фасаде објекта су пиластерима, по вертикали биле рашчлањене на фасадна поља у оквиру којих су се налазили, истордоно изведени фасадни отвори - врата и прозори. Извршена је адаптација и доградња објекта у широком обиму, у одређеној мери су промењени диспозиција и габарити фасадних отвора, а оригинална столарија је замењена новом, изведеном од савремених материјала. Па ипак, без обзира на промене које су извршене у релативно новије време, механа Тасића је сачувала своје основне архитектонско-урбанистичке вредности.

## Занимљивост
У историји овог објекта, као посебност се истиче податак да су у прошлости у механи одседале познате и историјски важне личности, међу којима је био и чувени сликар и песник Ђура Јакшић. По причању старих петровчана, током једног од својих боравака, Ђура је на зидовима механе насликао неколико портрета косовских јунака. За ово зидно сликарство се претпоставља да је, захваљујући накнадно изведеним и у новије доба постављеним зидним облогама, остало сачувано до данас.